# Liste der Baudenkmäler in Jachenau
Auf dieser Seite sind die Baudenkmäler in der oberbayerischen Gemeinde Jachenau zusammengestellt. Diese Tabelle ist eine Teilliste der Liste der Baudenkmäler in Bayern. Grundlage ist die Bayerische Denkmalliste, die auf Basis des Bayerischen Denkmalschutzgesetzes vom 1. Oktober 1973 erstmals erstellt wurde und seither durch das Bayerische Landesamt für Denkmalpflege geführt wird. Die folgenden Angaben ersetzen nicht die rechtsverbindliche Auskunft der Denkmalschutzbehörde.
 So wurde z. B. im Mai 2010 durch das Bayerische Landesamt für Denkmalpflege entschieden, Grenzsteine und Felsmarchen den Baudenkmälern zuzuordnen und sie in die Denkmalliste aufzunehmen.

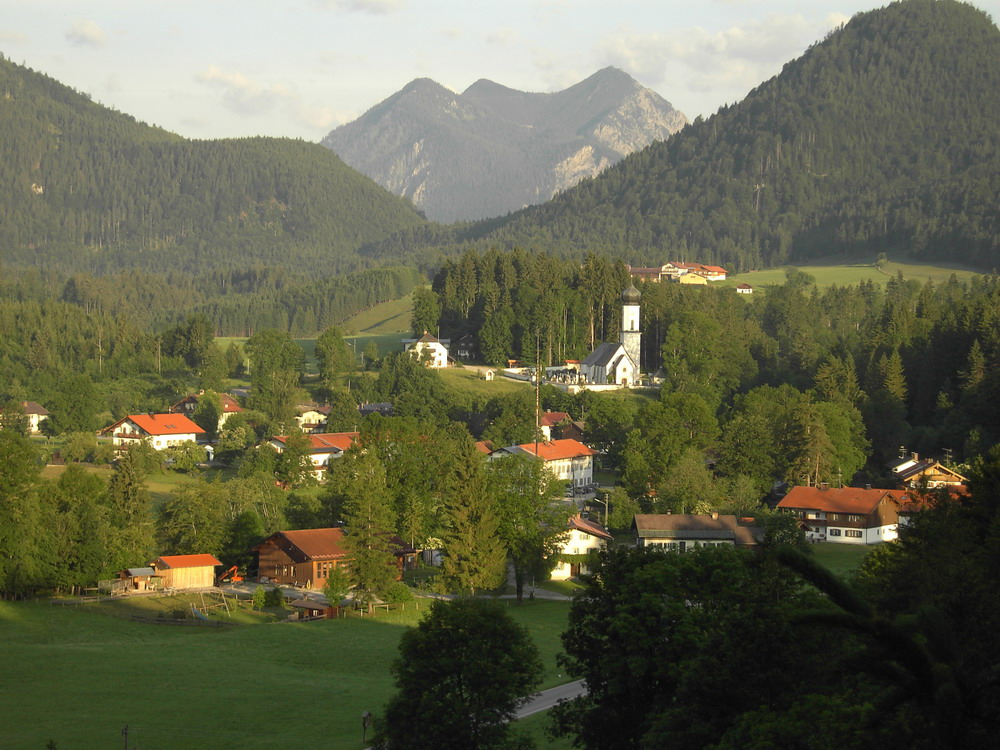
Jachenau, Ortsteil Dorf mit der denkmalgeschützten Kirche St. Nikolaus

## Baudenkmäler in den Ortsteilen
| Lage                                            | Objekt                                     | Beschreibung | Akten-Nr.               | Bild                                       |
| ----------------------------------------------- | ------------------------------------------ | --- | ----------------------- | ------------------------------------------ |
| Jachenau Dorf 6 1/3 (Standort)                  | St. Nikolaus                               | Katholische Pfarrkirche, barocker Saalraum mit zentralraumartigem Chor und nördlichem Zwiebelturm, Kern mittelalterlich, 1718 durch Joseph Hainz barockisiert und vergrößert; mit Ausstattung (siehe auch: Kanzel)                                                                      | D-1-73-131-1            | St. Nikolaus                               |
| Jachenau bei Dorf 6 1/3 (Standort)              | Friedhofsmauer                             | alter verputzter Bruchsteinteil, 18. Jahrhundert. | D-1-73-131-1 zugehörig  | Friedhofsmauer                             |
| Jachenau bei Dorf 8 (Standort)                  | Zuhaus „Mesner“                            | zweigeschossiger Flachsatteldachbau mit Kniestock, Hochlaube, Wandbild und bemalten Pfettenköpfen, gegen Mitte 19. Jahrhundert. | D-1-73-131-3            | Zuhaus „Mesner“                            |
| Jachenau südlich der Kirche (Standort)          | Leonardi-Kapelle                           | Bildstock, kapellenartiger Satteldachbau mit großer Bildnische, 18./19. Jahrhundert; mit Ausstattung | D-1-73-131-4            | Leonardi-Kapelle                           |
| Altlach Altlach 57 (Standort)                   | Ehemaliges Bauernhaus „Christoph“          | Flachsatteldachbau mit Blockbau-Obergeschoss, umlaufender Laube und verschaltem Vordach, 17./18. Jahrhundert. | D-1-73-131-6            | Ehemaliges Bauernhaus „Christoph“          |
| Altlach Altlach 59 (Standort)                   | Bauernhaus „Bräu“                          | auch Forsthaus Altlach genannt, zweigeschossiger putzgegliederter Flachsatteldachbau mit Kniestock und geschnitzten Laubenbrüstungen, 1843 gebaut | D-1-73-131-7            | weitere Bilder                             |
| Altlach am Altlacher Hochkopf (Standort)        | Hochkopfhütte                              | Ehemalige königliche Jagdhütte, eingeschossiger verschindelter Flachsatteldachbau mit seitlichen Querbauten, um 1850, für König Maximilian II. erbaut und später beliebter Aufenthaltsort König Ludwigs II.                                                                             | D-1-73-131-35           | Hochkopfhütte                              |
| Altlach Einsiedl 59 1/2 (Standort)              | Ehemaliges Forsthaus                       | zweigeschossiger Satteldachbau mit Kniestock, Lauben und reichen Schnitzereien am Bundwerkgiebel sowie unter den Dachtraufen, 1880 | D-1-73-131-54           | Ehemaliges Forsthaus                       |
| Bäcker Bäcker 16 (Standort)                     | Ehemaliges Gasthaus beim „Bäck“            | zweigeschossiger fassadenbemalter Flachsatteldachbau mit durchfenstertem Kniestock, Hochlaube und abgestrebten Pfettenköpfen, bezeichnet 1849 | D-1-73-131-8            | Ehemaliges Gasthaus beim „Bäck“            |
| Berg Berg 4 (Standort)                          | Bauernhaus „Langerbauer“                   | zweigeschossiger Flachsatteldachbau mit durchfenstertem Kniestock, Balusterlauben, profilierten Pfettenköpfen und Glockenstuhl, bezeichnet 1858 | D-1-73-131-9            | Bauernhaus „Langerbauer“                   |
| Berg am Weg von Berg nach Sachenbach (Standort) | Fieberkapelle des „Krinner“                | Kapelle, halbrunder Satteldachbau, 2. Hälfte 19. Jahrhundert, 1,5 km westlich des Orts; mit Ausstattung | D-1-73-131-11           | Fieberkapelle des „Krinner“                |
| Berg an der Straße nach Jachenau (Standort)     | Wegkreuz des „Krinner“                     | steinernes Kreuz auf hohem Sockel mit Gussfiguren, bezeichnet 1896 | D-1-73-131-36           | Wegkreuz des „Krinner“                     |
| Erbhof Erbhof 12 (Standort)                     | Feldkapelle des „Neuner“                   | Satteldachbau mit verschaltem Vordach, 1. Hälfte 19. Jahrhundert; mit Ausstattung; nordwestlich vom Hof | D-1-73-131-12           | Feldkapelle des „Neuner“                   |
| Erbhof Erbhof 13a (Standort)                    | Bildstock des „Erbhofer“                   | Pfeiler mit kleiner Bildnische, 18./19. Jahrhundert; östlich des Hofes an der Gemeindestraße | D-1-73-131-13           | Bildstock des „Erbhofer“                   |
| Hinterbichl an der Hauptstraße (Standort)       | Wegkapelle des „Bichlermichl“              | rechteckiger verputzter Bruchsteinbau mit scharschindelgedecktem Satteldach, wohl 2. Hälfte 18. Jahrhundert, 250 m südwestlich des Weilers; mit Ausstattung | D-1-73-131-15           | Wegkapelle des „Bichlermichl“              |
| Hinterbichl Hinterbichl 23 (Standort)           | Bauernhaus „Bichlermichl“                  | Stattliches Bauernhaus mit Blockbau-Obergeschoss, um 1770/80 | D-1-73-131-16           | Bauernhaus „Bichlermichl“                  |
| Hinterbichl Hinterbichl 24 (Standort)           | Fassadenmalerei am „Bichlerkassl“          | barocke Fresken am Wohnteil, von Franz Karner, bezeichnet 1789, 1954 von Heinrich Bickel renoviert | D-1-73-131-17           | Fassadenmalerei am „Bichlerkassl“          |
| Hinterbichl an der Hauptstraße (Standort)       | Feldkreuz des „Bichlerkassl“               | Wegkreuz, gefasster Holzcorpus unter reich gestaltetem Wettermantel, wohl noch 18. Jahrhundert; zwischen Hinterbichl und Petern nördlich der Hauptstraße | D-1-73-131-37           | Feldkreuz des „Bichlerkassl“               |
| Laich Laich 10 (Standort)                       | Ehemaliges Bauernhaus „Laichkaspar“        | zweigeschossiger weit vorkragender Flachsatteldachbau mit durchfenstertem Kniestock, geschnitzten sowie bemalten Lauben und Balkenköpfen, bezeichnet 1850 | D-1-73-131-18           | Ehemaliges Bauernhaus „Laichkaspar“        |
| Laich Laich 11 (Standort)                       | Fassadenmalerei am „Laichhansen“           | gemalte Gliederung mit Heiligenfresken am Wohnteil, bezeichnet 1834 | D-1-73-131-19           | Fassadenmalerei am „Laichhansen“           |
| Laich Laich 11 (Standort)                       | Zuhaus                                     | Flachsatteldachbau mit Blockbau-Obergeschoss, Laube und verschaltem Vordach, bezeichnet 1816 | D-1-73-131-19 zugehörig | Zuhaus                                     |
| Luitpolder Luitpolder 49 (Standort)             | Bauernhaus „Luitpolder“                    | Wohnteil, zweigeschossiger von Franz Karner fassadenbemalter Flachsatteldachbau mit Baluster-Hochlaube, Hausinschriften, profilierten Balkenköpfen und Glockenstuhl, bezeichnet 1791 und 1793                                                                                           | D-1-73-131-20           | Bauernhaus „Luitpolder“                    |
| Luitpolder Luitpolder 49 (Standort)             | Badstube                                   | verputzter Bruchsteinbau mit Flachsatteldach und Blockbau-Kniestock, 18./19. Jahrhundert. | D-1-73-131-20 zugehörig | Badstube                                   |
| Niedernach Niedernach 55 1/3 (Standort)         | Niedernach-Kraftwerk                       | Wasserkraftwerk; Kraft- und Schalthaus, streng gegliederter und zugleich in die Landschaft eingebundener Funktionskomplex aus zwei rechtwinklig aneinanderstoßenden Trakten mit hohen Sprossenfenstern und schindelgedecktem Walm- bzw. Satteldach, nach Plänen von Franz Hart, 1947–51 | D-1-73-131-38           | Niedernach-Kraftwerk                       |
| Niggeln Niggeln 36 (Standort)                   | Ehemaliges Bauernhaus „Reiser“             | Flachsatteldachbau mit Blockbau-Obergeschoss, umlaufender Bretterlaube, verschaltem Vordach und kräftigem Traufbundwerk, 17./18. Jahrhundert. | D-1-73-131-21           | Ehemaliges Bauernhaus „Reiser“             |
| Niggeln an der Straße nach Achner (Standort)    | Wegkreuz des „Zach“                        | barocker geschnitzter Holzcorpus unter reich verziertem Wettermantel, 18./19. Jahrhundert. | D-1-73-131-34           | Wegkreuz des „Zach“                        |
| Niggeln Niggeln 40 (Standort)                   | Ehemaliges Kleinbauernhaus „Erharthäusl“   | Flachsatteldachbau mit Blockbau-Obergeschoss, umlaufender Laube und verschaltem Vordach, angeblich von 1710, in den Jahren 1976/77 restauriert | D-1-73-131-23           | Ehemaliges Kleinbauernhaus „Erharthäusl“   |
| Ochsensitz Ochsensitz 60 (Standort)             | Einzelhof „Ochsensitz“                     | Flachsatteldachbau mit Blockbau-Obergeschoss, Laube, Kniestock und südseitigem Traufbundwerk, 17./18. Jahrhundert. | D-1-73-131-24           | Einzelhof „Ochsensitz“                     |
| Ort Ortererfeld an der Hauptstraße (Standort)   | Wegkapelle des „Orterer“                   | Rechteckbau mit Satteldach, 1. Hälfte 18. Jahrhundert. (schon 1756 erwähnt in „Vindelicia Sacra“); mit Ausstattung | D-1-73-131-25           | Wegkapelle des „Orterer“                   |
| Point Point 44 (Standort)                       | Ehemaliges Kleinbauernhaus „Puitschaffler“ | Flachsatteldachbau mit Blockbau-Obergeschoss und umlaufender Laube, 17./18. Jahrhundert. | D-1-73-131-26           | Ehemaliges Kleinbauernhaus „Puitschaffler“ |
| Point Point 45 (Standort)                       | Ehemaliges Kleinbauernhaus „Puit-Toni“     | Flachsatteldachbau mit Blockbau-Obergeschoss, Kniestock, zweiseitiger Laube und Zierbund, 2. Hälfte 17. Jahrhundert. | D-1-73-131-27           | Ehemaliges Kleinbauernhaus „Puit-Toni“     |
| Raut Raut 30 (Standort)                         | Ehemaliges Bauernhaus „Rauthof“            | Flachsatteldachbau mit Blockbau-Obergeschoss, umlaufender Laube und verschaltem Vordach, 2. Hälfte 17. Jahrhundert. | D-1-73-131-28           | Ehemaliges Bauernhaus „Rauthof“            |
| Sachenbach (Jachenau) (Standort)                | Weilerkapelle                              | halbrund geschlossener Satteldachbau, bezeichnet 1862; mit Ausstattung | D-1-73-131-29           | Weilerkapelle                              |
| Sachenbach Sachenbach 2 (Standort)              | Bauernhaus „Seppenbauer“                   | zweigeschossiger fassadenbemalter Flachsatteldachbau mit durchfenstertem Kniestock, Hochlaube und Traufbundwerk, um 1850/60, Bemalung 1951 | D-1-73-131-30           | Bauernhaus „Seppenbauer“                   |
| Tannern (Standort)                              | Hofkapelle des „Hinterdanner“              | Satteldachbau mit halbrundem Chorschluss und Zwiebel-Dachreiter, bezeichnet 1821; mit Ausstattung | D-1-73-131-31           | Hofkapelle des „Hinterdanner“              |
| Tannern Tannern 31 (Standort)                   | Bauernhaus „Hintertanner“                  | Wohnteil, zweigeschossiger Flachsatteldachbau mit giebelseitigen Lauben, profilierten Balkenköpfen und Fassadenmalerei, 1844 | D-1-73-131-32           | Bauernhaus „Hintertanner“                  |
| Tannern Tannern 31a (Standort)                  | Badstube                                   | zweigeschossiger Flachsatteldachbau mit verschaltem Vordach, Ende 18. Jahrhundert. | D-1-73-131-32 zugehörig | Badstube                                   |
| Wieden Wieden 15 (Standort)                     | Kleinhaus                                  | Sölde, zweigeschossiger Blockbau mit legschindelgedecktem Flachsatteldach, Laube und profilierten Pfettenköpfen, 3. Viertel 18. Jahrhundert. | D-1-73-131-33           | Kleinhaus                                  |

## Almen
| Lage                                                          | Objekt                                   | Beschreibung | Akten-Nr.               | Bild                                     |
| ------------------------------------------------------------- | ---------------------------------------- | --- | ----------------------- | ---------------------------------------- |
| am Ostgrat des Hirschhörnlkopfes (Standort)                   | Bärenhaupt- oder Pfundalm „Zum Pfund“    | Almhütte, erdgeschossiger verputzter Bruchsteinkaser mit Blockbau-Wirtschaftsteil über Bruchsteinsockel und Satteldach, bezeichnet 1760 | D-1-73-131-39           | Bärenhaupt- oder Pfundalm „Zum Pfund“    |
| am Ostgrat des Hirschhörnlkopfes (Standort)                   | Bärenhaupt- oder Pfundalm Kälberstall    | teilweise verkleideter Blockbau über Bruchsteinsockel mit Satteldach, 18./19. Jahrhundert. | D-1-73-131-39 zugehörig | Bärenhaupt- oder Pfundalm Kälberstall    |
| südostwärts unterhalb des Rabenkopfes (Standort)              | Bergstaffel- oder Staffelalm „Zum Lang“  | Almhütte, erdgeschossiger verputzter Bruchsteinbau mit Schopfwalmdach, um 1858/60, mit Franz Marc um 1907/10 zugeschriebenen Wandmalereien (Tierdarstellungen) im Inneren                                                                                   | D-1-73-131-40           | Bergstaffel- oder Staffelalm „Zum Lang“  |
| am Sattel zwischen Jochberg und Hirschhörnlkopf (Standort)    | Kotalm „Mesnerbauer“                     | Almhütte, erdgeschossiger gekalkter Bruchsteinbau mit Blockbau-Kniestock und Flachsatteldach, Mitte/2. Hälfte 19. Jahrhundert. | D-1-73-131-41 Wikidata  | weitere Bilder                           |
| auf dem Rücken des Labersberges (Standort)                    | Laichkaspar- oder Gopperalm „Zum Gopper“ | Almhütte, erdgeschossiger rau überputzter Bruchsteinbau mit Schopfwalmdach, teils profilierten Pfettenköpfen und talseitiger Stallerweiterung, Mitte 19. Jahrhundert.                                                                                       | D-1-73-131-42           | Laichkaspar- oder Gopperalm „Zum Gopper“ |
| im Tal der Großen Laine (Standort)                            | Lainlalm „Zum Cölestin“                  | Niederleger; Almhütte, verputzter Bruchsteinbau mit Flachsatteldach, Giebellünette und profilierten Pfettenköpfen, bezeichnet 1865 | D-1-73-131-44           | Lainlalm „Zum Cölestin“                  |
| 3 km südwestlich des Staffel (Standort)                       | Luitpolderalm „Zum Luitpolder“           | Almhütte, erdgeschossiger verputzter Flachsatteldachbau mit Putzgliederung und Wandsprüchen, um 1840 | D-1-73-131-45           | Luitpolderalm „Zum Luitpolder“           |
| 3 km südwestlich des Staffel (Standort)                       | Luitpolderalm Laubstreuhütte             | verputzter Satteldachbau, um 1840 | D-1-73-131-45 zugehörig | Luitpolderalm Laubstreuhütte             |
| 3 km südwestlich des Staffel (Standort)                       | Luitpolderalm Heustadel                  | teilweise verbretterter Bruchsteinbau mit Flachsatteldach, um 1840 | D-1-73-131-45 zugehörig | Luitpolderalm Heustadel                  |
| 1 km nördlich des Sylvensteinspeichers (Standort)             | Niedersalm „Zum Zach“                    | Stallgebäude, erdgeschossiger Flachsatteldach-Blockbau teilweise über Bruchsteinsockel mit Kniestock und Eselrücken-Türsturz, bezeichnet 1777 | D-1-73-131-46           | Niedersalm „Zum Zach“                    |
| nördlich unterhalb des Latschenkopfes (Standort)              | Obere Ortereralm „Zum Orterer“           | Hochleger; Almhütte, erdgeschossiger westseitig verschindelter Blockbau über Bruchsteinsockel mit Flachsatteldach, um 1850/60 | D-1-73-131-47           | Obere Ortereralm „Zum Orterer“           |
| am Schwarzenbach nördlich unterhalb des Hahnberges (Standort) | Untere Ortereralm „Zum Orterer“          | Niederleger; Almhütte, erdgeschossiger über Bruchsteinsockel örtlich erneuerter Blockbau mit Flachsatteldach, 18. Jahrhundert. | D-1-73-131-48           | Untere Ortereralm „Zum Orterer“          |
| 2 km südwestlich unterhalb der Benediktenwand (Standort)      | Petereralm „Zum Petererkaspar“           | Almhütte, erdgeschossiger Blockbau über teilverputztem Bruchsteinsockel mit Satteldach, bezeichnet 1870 | D-1-73-131-49           | Petereralm „Zum Petererkaspar“           |
| ostwärts unterhalb des Rabenkopfes (Standort)                 | Pessenbacheralm „Zum Lang“               | Almhütte, zum Lang, erdgeschossiger größtenteils verbretterter Blockbau über verputztem Bruchsteinsockel mit Flachsatteldach, bezeichnet 1868, sicher älter und sicher nicht das Baujahr, sondern Jahr des Erwerbs durch Caspar Orterer vom Ort in Jachenau | D-1-73-131-55           | Pessenbacheralm „Zum Lang“               |
| nördlich unterhalb des Hirschhörnlkopfes (Standort)           | Rappinalm „Zum Krinner“                  | Almhütte, erdgeschossiger verputzter Bruchsteinbau mit Flachsatteldach und Blockbau-Kniestock, wohl 1. Viertel 19. Jahrhundert. | D-1-73-131-50           | Rappinalm „Zum Krinner“                  |
| südlich unterhalb der Achselköpfe (Standort)                  | Vordere Scharnitzalm „Zum Kaspersbauer“  | Almhütte, erdgeschossiger verputzter und geschlämmter Bruchsteinbau mit verbrettertem Giebel und Flachsatteldach, bezeichnet 1901 | D-1-73-131-51           | Vordere Scharnitzalm „Zum Kaspersbauer“  |
| südlich unterhalb der Achselköpfe (Standort)                  | Vordere Scharnitzalm „Zum PetererIrgl“   | Zwiehof, Almhütte, erdgeschossiger verputzt und geschlämmter Bruchsteinbau mit Satteldach und Eckstrebepfeiler, wohl 1. Hälfte 19. Jahrhundert. | D-1-73-131-52           | Vordere Scharnitzalm „Zum PetererIrgl“   |
| südlich unterhalb der Achselköpfe (Standort)                  | Vordere Scharnitzalm Stall               | Stall, erdgeschossiger teils verputzter Bruchsteinbau mit Flachsatteldach, wohl 1. Hälfte 19. Jahrhundert. | D-1-73-131-52 zugehörig | Vordere Scharnitzalm Stall               |
| 1,5 km südlich unterhalb der Benediktenwand (Standort)        | Tanneralm „Hinterdanner“                 | Almhütte, Hinterdanner, erdgeschossiger giebelseitig verputzter Bruchsteinbau mit Flachsatteldach und verschindelten Blockbauteilen, wohl 18. Jahrhundert.                                                                                                  | D-1-73-131-53           | Tanneralm „Hinterdanner“                 |
| 1,5 km südlich unterhalb der Benediktenwand (Standort)        | Tanneralm Stall                          | Stallteil der ehemaligen Almhütte Vordertanner, erdgeschossiger teils verputzter Bruchsteinbau mit Legschindeldach, wohl 18. Jahrhundert, Kaser abgegangen.                                                                                                 | D-1-73-131-53 zugehörig | Tanneralm Stall                          |

## Grenzsteine und Felsmarchen
Grenzsteine und Felsmarchen zur Markierung der Grenze zwischen dem Klostergericht Benediktbeuern und dem Landgericht Tölz, 15./18. Jahrhundert; Steine und Felsen unterschiedlicher Größe, gesetzte Grenzsteine aus Kalkstein oder Buntsandstein oder in anstehenden Felsen eingearbeitete Felsmarchen, mit eingemeißelten und schwarz gefassten Markierungen: Hoheitszeichen mit „Hebscheidt“ des Landgerichts Tölz (1584 so bezeichnet) und gekreuzten Abtstäben des Klosters Benediktbeuern, bezeichnet 1584, 1651, 1653, 1715, 1720, 1772 und 1774.
Zur heraldischen Zuordnung und begrifflichen Deutung des „Hebscheidts“ gibt es bisher folgende Hypothese: Das „Hebscheidt“ ist die Reduktion des Schweifs des bayerischen Löwen auf ein einfach in Fels zu hauendes Zeichen. Begrifflich wird unter vielen verschiedenen Bedeutungen die Herleitung von Hebsäule, Hebeleiter, Wagenheber favorisiert.
| Lage                                                                                                   | Objekt | Beschreibung | Akten-Nr.                               | Bild |
| --- | --- | --- | --------------------------------------- | --- |
| Langeneck/Hochtal (Standort)                                                                           | Grenzsteine und Felsmarchen zur Markierung der Grenze von Kloster Benediktbeuern mit dem Landgericht Tölz, 15./18. Jh.; | Grenzsteine und Felsmarchen zur Markierung der Grenze von Kloster Benediktbeuern mit dem Landgericht Tölz, 15./18. Jahrhundert; Steine und Felsen unterschiedlicher Größe, gesetzte Grenzsteine aus Kalkstein oder Buntsandstein oder in anstehenden Felsen eingearbeitete Felsmarchen, mit eingemeißelten und farbig gefassten Markierungen: Hoheitszeichen mit Hebscheidt des Landgerichts Tölz und gekreuztem Abtstab des Klosters Benediktbeuern, bezeichnet 1584, 1653, 1720 und 1772. | D-1-73-131-60                           | BW |
| Hirschhörnl; Röhrmoos; Reichenau-Hochtal; Rauchenberg-Adamskopf; Glaswald-Vordere Scharnitz (Standort) | Grenzsteine und Felsmarchen zur Markierung der Grenze von Kloster Benediktbeuern mit dem Landgericht Tölz, 15./18. Jh.; | Steine und Felsen unterschiedlicher Größe, gesetzte Grenzsteine aus Kalkstein oder Buntsandstein oder in anstehenden Felsen eingearbeitete Felsmarchen, mit eingemeißelten und farbig gefassten Markierungen: Hoheitszeichen mit Hebscheidt des Landgerichts Tölz und gekreuztem Abtstab des Klosters Benediktbeuern, bez. 1584, 1653, 1720 und 1772 | D-1-73-131-61                           | [[Vorlage:Bilderwunsch/code!/C:47.64882,11.49473!/D:Hirschhörnl; Röhrmoos; Reichenau-Hochtal; Rauchenberg-Adamskopf; Glaswald-Vordere Scharnitz, Grenzsteine und Felsmarchen zur Markierung der Grenze von Kloster Benediktbeuern mit dem Landgericht Tölz, 15./18. Jh.;!/\|BW]] |
| am Rotöhrsattel (Standort)                                                                             | Felsmarch | Felsmarch von 1839 als Ersatz eines älteren Marchs an einer Felswand hart östlich der Kupferplatte für Max Höfler | D-1-73-113-65 (Benediktbeuern) Wikidata | Felsmarch |
| am Beigenstein (Standort)                                                                              | Felsmarch | Felsmarch von 1584 an der „gescheibten Wand“ im Almgelände auf der Südseite des Beigenstein | D-1-73-131-61 zugehörig Wikidata        | Felsmarch |
| im Schwarzenbach (Standort)                                                                            | Grenzstein | Zimmergroße Felskugel 300 m westlich des „Hüttenflecks“ direkt am orographisch rechten Ufer des Schwarzenbachs | D-1-73-131-60 zugehörig Wikidata        | Grenzstein |
| am Hochtal/Langeneck (Standort)                                                                        | Grenzstein | Mächtiger Felsklotz im „Hochtal“ auf dem Langeneck auf der Seite zur Jachenau | D-1-73-131-61 zugehörig Wikidata        | Grenzstein |
| beim Ortsteil Fleckhaus (Standort)                                                                     | Grenzstein | Grenzstein an der Staatsstraße 2072 zwischen dem Jachenauer Ortsteil Fleckhaus und dem Lenggrieser Ortsteil Letten | D-1-73-131-60 zugehörig Wikidata        | Grenzstein |
| auf dem Brandkopf (Standort)                                                                           | Grenzstein | Grenzstein auf einer Kuppe östlich des Brandkopfgipfels | D-1-73-131-60 zugehörig Wikidata        | Grenzstein |
| im Röhrmoos (Standort)                                                                                 | Grenzstein | Grenzstein am ehemaligen „Krinner-Stadel“ im Röhrmoos | D-1-73-131-61 zugehörig Wikidata        | Grenzstein |
| am Hohen Zwiesler (Standort)                                                                           | Felsmarch | Felsmarch in der Nordflanke des Hohen Zwieslers (Rauchenberg) | D-1-73-131-60 zugehörig Wikidata        | Felsmarch |
| an der Schronbachalm (Standort)                                                                        | Grenzstein nord | Grenzstein 300 m westlich der Schronbachalm auf dem Nordufer des Baches | D-1-73-131-60 zugehörig Wikidata        | Grenzstein nord |
| an der Schronbachalm (Standort)                                                                        | Grenzstein süd | Grenzstein 300 m westlich der Schronbachalm am Fuß des Adamskopfes | D-1-73-131-61 zugehörig Wikidata        | Grenzstein süd |
| am Adamskopf (Standort)                                                                                | Felsmarch | Felsmarch oberhalb der Schronbachalm am Nordgrat des Adamskopfes | D-1-73-131-61 zugehörig Wikidata        | Felsmarch |
| bei der Niedersalm (Standort)                                                                          | Grenzstein | Grenzstein auf dem Sattel 500 m südlich der Niedersalm | D-1-73-131-60 zugehörig Wikidata        | Grenzstein |
| im Seibertsgraben (Standort)                                                                           | Felsmarch | Felsmarch auf einer Felsrippe im Seibertsgraben 50 m oberhalb der Einmündung in den Staffelgraben | D-1-73-131-61 zugehörig Wikidata        | Felsmarch |

## Abgegangene Baudenkmäler
In diesem Abschnitt sind Objekte aufgeführt, die früher einmal in der Denkmalliste eingetragen waren, jetzt aber nicht mehr existieren, z. B. weil sie abgebrochen wurden. Aktennummern in diesem Abschnitt sind ehemalige, jetzt nicht mehr gültige Aktennummern.

| Lage                                                                              | Objekt                     | Beschreibung | Akten-Nr.     | Bild                       |
| --------------------------------------------------------------------------------- | -------------------------- | --- | ------------- | -------------------------- |
| Jachenau Dorf 6 1/2 (Standort)                                                    | Pfarrhaus                  | mit Halbwalmdach, 1813/1814 (1974 abgerissen, Neubau 1975 in Anlehnung an die alte Form)                                                                                 | D-1-73-131-2  | Pfarrhaus                  |
| Fleck Fleck 43 (Standort)                                                         | Kleinbauernhaus „Fleckler“ | Sölde mit Blockbau-Obergeschoss, 1. Hälfte 18. Jahrhundert. (2008 Brand, 2010 abgerissen, 2011 Neubau)                                                                   | D-1-73-131-14 | Kleinbauernhaus „Fleckler“ |
| Niggeln Niggeln 39 (Standort)                                                     | Kleinbauernhaus „Schuster“ | Sölde, verputzter Blockbau mit Legschindeldach, Ende 18. Jahrhundert. (1998 abgerissen, da zerfallen)                                                                    | D-1-73-131-22 | Kleinbauernhaus „Schuster“ |
| Südwestlich unterhalb des Latschenkopfes an der Hangkante zur Jachenau (Standort) | Laichhansenalm             | Langgestreckter Einfirstbau aus verputztem Mauerwerk mit flachgeneigtem Satteldach, Anfang 19. Jahrhundert (nach Verbrennung wegen Hausschwamm 2004 neu erbaut)          | D-1-73-131-43 | Laichhansenalm             |
| Berg Berg 5 (Standort)                                                            | Bauernhaus „Krinner“       | Wirtschaftsteil des Bauernhauses, Flachsatteldachbau mit Laube am obergeschossigen Traufbundwerk, 2. Hälfte 18. Jahrhundert. 2014 abgerissen und durch Wohntrakt ersetzt | D-1-73-131-10 | Bauernhaus „Krinner“       |
| Achner Achner 41 (Standort)                                                       | Einzelhof „Rainerweber“    | Flachsatteldachbau mit Blockbau-Obergeschoss, umlaufender Laube und verschaltem Vordach, 18. Jahrhundert. Im Jahr 2018 abgerissen und durch Neubau ersetzt.              | D-1-73-131-5  | Einzelhof „Rainerweber“    |